# ФК Палилулац Београд — годишњице оснивња клуба
Јун је месец оснивања клуба и Палилулац га слави сваке године са поносом.
Хвала свим пријатељима који су увек спремни да несебично помогну и допринесу побољшању нашег клуба. Ми ћемо се трудити да сваки пут превазиђемо ваша очекивања и да вас добро забавимо!
Прослава годишњице послужиће учесницима да размењују искуства из света спорта, као и из друштвеног живота.

## Четвртак 25. октобар 1984. година
ФК Палилулац је рођендан клуба, 60 година постојења, прославио је на стадиону ФК Београд са Карабурме.
Скромна прослава је протекла у надметању и дружењу са старим пријатељима са Карабурме који такође славе годишњицу оснивања 1929. године.

## Среда 16. јун 2004. године
Поводом 80 година од оснивања ФК Палилулац одиграна је утакмица против комбинованог тима ОФК Београд на стадиону у Крњачи, гледалаца око 200.
За ОФК Београд су наступали, будући репрезентативци Србије, Бранислав Ивановић (стоји други с лева) који је у једном периоду био и капитен репрезентације Србије и Душан Тошић (чучи пети здесна).
| - Заједнички снимак играча Палилулца и ОФК Београда. |

## 2009. године
ФК Палилулац, клуб светле традиције, који је основан 1924. године, слави јубилеј 85 година постојења.
Поводом ове прославе стадион у Крњачи добио је нов изглед.
Изграђена је монтажна ВИП трибина са 60 столица, реновиране су клупске просторије, фасада зграде обојена је у боје клуба, свлачионице и канцеларије су комплетно сређене и модернизоване, а започело је и реновирање главне трибине.

## Недеља 11. јуна 2017. године
Од оснивања ФК Палилулац прошле су 93 године, а рођендан клуба обележен је на стадиону у Крњачи.
У госте је дошла ФК Јагодина предвођена Срђаном Лукићем директором Омладинске школе. Пред око 100 гледалаца у фер и коректној атмосфери одигране су две утакмице и то у селекцијама пионира и кадета. Занимљиво је да су обе утакмице завршене идентичним резултатом 4:3 за госте. Домаћини су се захвали гостима из Јагодине који су увеличали рођендан Палилулца, основаног давне 1924. године под именом БСК Златибор Београд.

## Недеља 14. јун 2020. године
Славље поводом 96 година постојања ФК Палилулац било је на стадиону у Крњачи. Одигране су утакмице свих млађих категорија и првог тима. Свечаности су присуствовали бивши играчи, родитељи играча, многобројни пријатељи, као и представници других клубова.
Одржан је турнир омладинских школа у фудбалу из Крњаче и Борче. Председник Општине Палилула г-дин Александар Јовичић својим присуством увеличао је рођендан Палилулца, а први човек клуба Дејан Данојлић предао му је посебну захвалницу.

## Субота 19. јуна 2021. године
„КАРНЕВАЛ” ФУДБАЛА У КРЊАЧИ
На стадиону ФК Палилулац одржан је „карневал” фудбала, поводом прославе 97 година од оснивања клуба.
У госте су дошли пријатељи клуба:
- ФК ИМТ Земун са петлићима и пионирима
- ФК ГСП Полет Дорћол Београд са кадетима
- ФК ПКБ Падинска Скела са првим тимом
- ФК Пола—Пола Крњача ветерани

„Карневал” фудбала отворили су петлићи Палилулца и ИМТ—а, на крају је резултат био 7:4 за домаћина.
После њих на терен истрчавају пионири Палилулца и ИМТ—а крајни резултат 8:3 за Палилулац. На утакмицама петлића и пионира постигнуто је укупно 22 гола.
Затим су на терен истрчали кадети ГСП Полета и Палилулца било је нерешено 3:3.
Дуел првих тимова „зелених” Палилулац и ФК ПКБ Падинска Скела завршен је резултатом 5:3 за Палилулац.
Утакмица је завршена у 97. минуту управо колико Палилулац слави година од оснивања 15. јуна 1924. година.
„Карневал” фудбала завршен је утакмицом ветерана Пола — Пола и Палилулца резултатом 3:1 за Палилулац.
Резултати нису толико битни колико је било лепо дружење фудбалских пријатеља.
Учесници прославе 97 година постојања. Крњача 19. јун 2021. годинаПлакат за „карневал” у фудбалуПетлићи и пионири ФК ИМТ Земун и ПалилулцаПрви тимови ФК ПКБ Падинска Скела и Палилулца

## Петак 26. септембар 2024. године
| ФК Палилулац у дресовима поводом 100 година постојања клуба 15. јун 2024. | Јубиларни дрес, 100 година 15. јун 1924. - 15. јун 2024. |

|                                                                          |                                                                      |
| Настанак                                                                 |                                                                      |
| Ориг. наслов                                                             | ФК ПАЛИЛУЛАЦ БЕОГРАД СТОГОДИШЊИ МЛАДИЋ 15. јун 1924. - 15. јун 2024. |
| Аутор                                                                    | Драгутин Веланац Бата                                                |
| Илустратор                                                               | NEW IMAGE д.о.о.                                                     |
| Дизајнер корица                                                          | NEW IMAGE д.о.о.                                                     |
| Земља                                                                    | Србија                                                               |
| Језик                                                                    | Српски, ћирилица                                                     |
| Садржај                                                                  |                                                                      |
| Жанр                                                                     | Спорт (фудбал)                                                       |
| Тема                                                                     | Историја ФК „Палилулац”, Крњача                                      |
| Место и време радње                                                      | Краљевина Југославија, СФРЈ, Србија, Немачка и Италија 1924 — 2024.  |
| Издавање                                                                 |                                                                      |
| Издавач                                                                  | NEW IMAGE д.о.о.                                                     |
| Број страница                                                            | 863; илустрација; 30 цм                                              |
| Тип медија                                                               | тврд повез (тираж 100 примерка)                                      |
| Превод                                                                   |                                                                      |
| Издавање                                                                 | септембар 2024.                                                      |
| Класификација                                                            |                                                                      |
| ?                                                                        | 978-86-920507-3-2                                                    |
| Хронологија                                                              |                                                                      |
| Претходник                                                               | ФК ПАЛИЛУЛАЦ БЕОГРАД 1924. — 2014.                                   |
| Монографија је посвећена свима који су допринели успешном развоју клуба. |                                                                      |